# État de conscience minimal

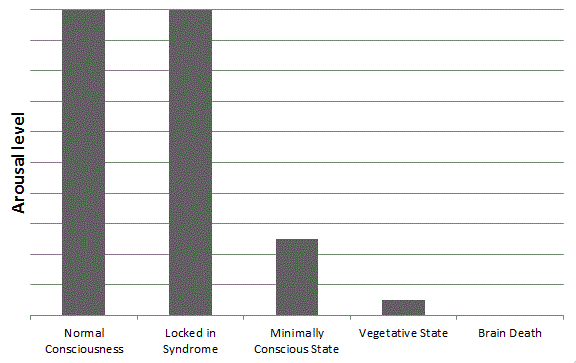
Mesure de la « fonction cérébrale dans le coma, l'état végétatif et les troubles associés » en utilisant des données telles qu'interprétées par Laureys S, Owen AM, Schiff ND (2004).

L'état de conscience minimal (également dénommée état paucirelationnel : EPR) correspond à un état de conscience très altéré, mais qui permet de réelles capacités de communication de type relationnel et vérifiables par un examen médical. Cet état est différent du coma, de la mort cérébrale, de l'état végétatif chronique (EVC) ou syndrome d'éveil non répondant, mais également du Locked-in syndrome ou syndrome de verrouillage.
Les patients concernés ont souvent une poursuite visuelle préservée. Ils peuvent présenter des changements comportementaux et émotionnels induits par des stimulations verbales (telle qu'une voix familière).

## Définition
Selon le Traité de neuropsychologie clinique de l'adulte, « l'état de conscience minimal se caractérise contrairement à l'état végétatif par un certain degré de conscience ».
Les études d'imagerie fonctionnelle qui se basent sur des stimulations auditives et nociceptives pour étudier le sujet concerné ont démontré une activité du cortex supérieure à celle des personnes en état végétatif. De plus, une meilleure connectivité a été constatée entre les cortex primaires et les cortex associatifs.

## Diagnostic
La distinction entre l'état végétatif et l'état de conscience minimal revêt une grande importance, en raison des implications en termes de pronostic et des décisions thérapeutiques qui y sont liées. La personne en état de conscience minimal présente des réactions comportementales « conscientes » minimales et fluctuantes mais reproductibles. Il y a présence d’une interaction avec l’environnement. Ce comportement est incohérent[C'est-à-dire ?], mais il se distingue nettement du comportement réflexe en raison de sa reproductibilité ou du fait qu’il est maintenu pendant une durée suffisante ; il est généralement provoqué par un stimulus externe.
En outre, il a été médicalement démontré que les patients en état de conscience minimal perçoivent les émotions et la douleur.
Pour pouvoir établir le diagnostic d'état de conscience minimal, il faut la présence d’un ou de plusieurs comportements suivants :
- réponse à la commande ;
- réagir par oui / non (par le biais de signes ou par le biais du langage), sans qu'on tienne compte de la précision de la réaction ;
- des verbalisations compréhensibles ;
- un comportement orienté, c’est-à-dire qu’il existe un lien significatif entre le comportement et les stimuli environnementaux précis, ce comportement ne faisant donc pas partie des comportements-réflexes – par exemple des rires ou des pleurs exprimés de façon adéquate ; des vocalises ou des gestes en réponse directe au contenu d’une question ; l’orientation vers des objets (rapport explicite entre la localisation de l’objet et la direction du mouvement) ; le toucher ou la préhension adéquate d’objets, ce qui montre une adaptation par rapport à la taille et à la forme de l’objet ; la poursuite oculaire ou la fixation prolongée en réponse directe à des stimuli visuels (qui se déplacent).

Lorsque les comportements suivants sont observés le patient émerge de l'état de conscience minimal :
- communication fonctionnelle interactive : les paramètres sont des réponses oui / non exactes à 6 questions de base sur 6 concernant l’orientation situationnelle (par exemple : « Suis-je assis tout près ? Est-ce que je montre le plafond ? ») pendant deux évaluations consécutives ;
- utilisation fonctionnelle de deux objets différents (pour ce faire, il faut pouvoir discriminer les objets) : les paramètres y afférents sont l’utilisation correcte de deux objets différents au cours de deux évaluations consécutives (par exemple : se peigner les cheveux, écrire sur du papier avec un stylo…).

## Causes
Un état de conscience minimal est souvent dû à des lésions cérébrales, pouvant être consécutives à une hypoxie cérébrale diffuse. Cet état peut également succéder à un état végétatif lorsqu'un individu ayant subi des lésions cérébrales sévères récupère certaines fonctions.

## Traitement et soins
Il convient de distinguer le traitement médical en lui-même (prise en charge médicale et éventuelle prescription médicamenteuse) et les soins purement infirmiers (traitement de diverses lésions dues à l'immobilisation, telles que les escarres et les contractures).

### Traitement médical
Les traitements visant à ramener un patient d'un état végétatif vers un état de conscience minimal (premier pas vers un hypothétique rétablissement) sont encore de nature expérimentale. Un cas a été relaté dans la presse concernant un patient ayant bénéficié d'une technique de stimulation nerveuse, sans que ce traitement parvienne à lui faire retrouver son état de conscience initial.

### Soins infirmiers
Ces soins sont liés à l'absence de mobilité du patient qui reste très souvent alité de façon permanente, ce qui peut entraîner des lésions cutanées d'origine ischémique, tels que les escarres, liées à une compression des tissus mous entre un plan dur tel qu'un matelas et les saillies osseuses ; ce phénomène peut être atténué par l'utilisation d'une literie spécialisée et la pose de pansements préventifs.
Les personnes concernées présentant des troubles de la déglutition ont besoin d'une assistance afin de pouvoir se nourrir, notamment par le biais d'une sonde gastrique. Il existe également des protocoles basés sur des stimulations olfactives et gustatives permettant à certains patients de s'alimenter progressivement par voie orale.

## Histoire et société

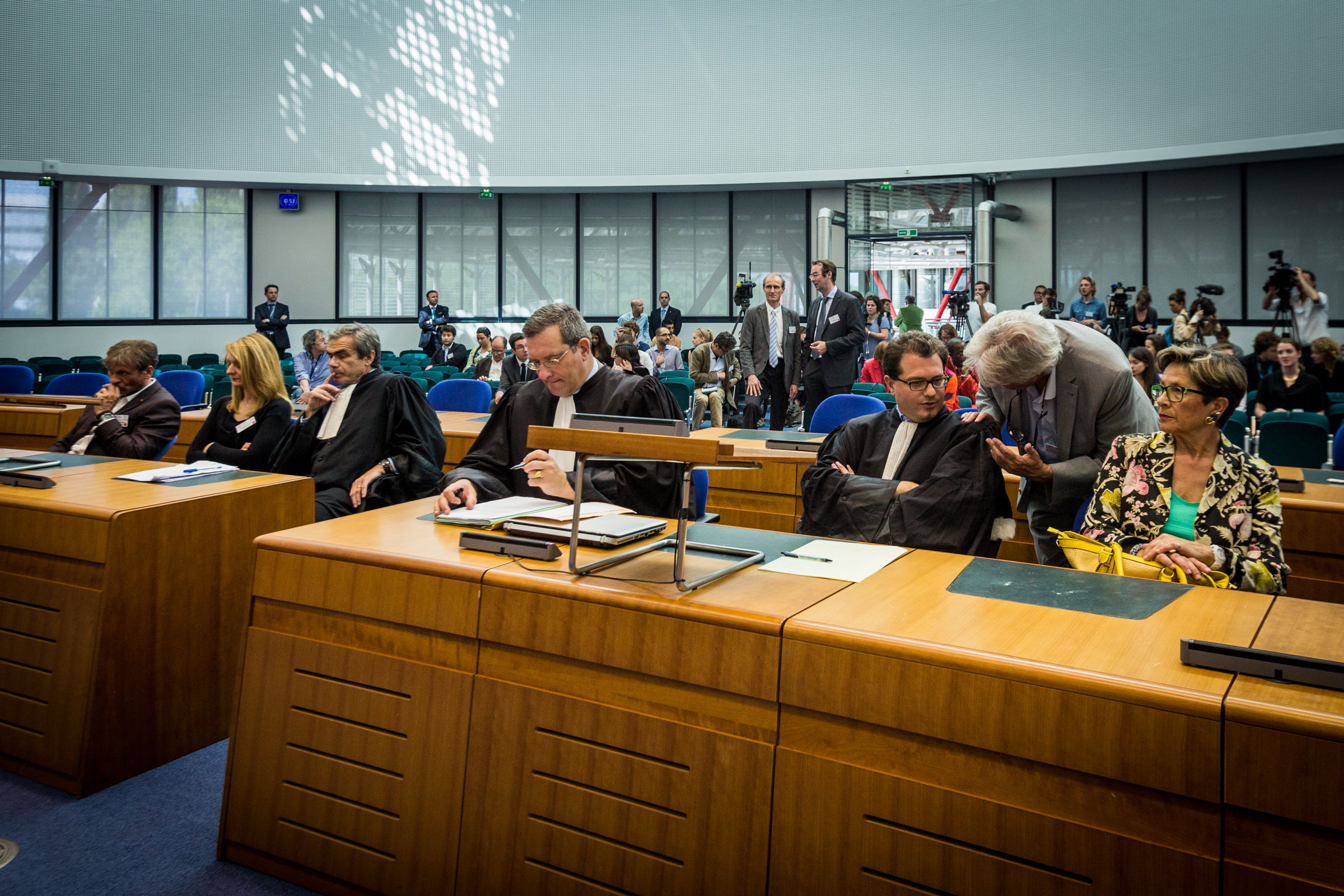
L'affaire Vincent Lambert a fait connaître l'état de conscience minimal à un large public en France (photo d'une audience du procès à la CEDH en 2015).

### Affaire médiatique
L'affaire médico-politico-judiciaire survenue en France durant les années 2010 liée à l'état de Vincent Lambert, un patient hospitalisé plongé dans un état de conscience minimal, a permis de faire connaître cet état auprès du grand public, mais selon une enquête effectuée en 2019 par divers médias auprès des services spécialisés (et repris par le ministère de la Santé), le chiffre d'environ 1 500 patients placés, soit dans un état végétatif chronique, soit dans un état paucirelationnel, a été avancé de façon non officielle.[pas clair]

### Considération éthique
Les personnes qui subissent un état de conscience minimal (ou état paucirelationnel, abrégé EPR) sont généralement en situation de handicap considéré comme fixé, chronique et irréversible, ceci justifiant des soins de base ainsi qu'un traitement spécifique au long cours.
Le Dr Xavier Ducrocq, conseiller médical des parents de Vincent Lambert et praticien spécialisé en neurologie, évoquant la circulaire no 2002-288 du 3 mai 2002, explique, sur le site « genethique.org » (proche de la fondation Jérôme-Lejeune, une des principales associations française militant contre l'euthanasie et l'avortement), au sujet du type de soins à appliquer à ces personnes, que ceux-ci s'inscrivent « dans le cadre des soins prolongés qui ont besoin d'une surveillance constante ainsi que des soins continus à caractère technique »[pas clair]. Selon ce même médecin, « des évolutions législatives sont nécessaires pour instituer cette nouvelle catégorie de soins ». Il précise également que ces « personnes ne peuvent pas être considérées comme en situation de fin de vie ».

### Prise en charge
Des structures accueillant des personnes dites en état végétatif chronique (EVC) ou en état paucirelationnel (EPR) existent en France et dans d'autres pays européens ; celles-ci se présentent généralement sous la forme de petites unités telles que des maisons d'accueil spécialisées (MAS) ou des services de soins de suite et de réadaptation rattachés à des hôpitaux publics ou privés. Selon une enquête publiée en 2014 dans le journal Le Monde, leur nombre en France est évalué à 131 structures et leur taux d’occupation est de 100 %.